# Gậy chống
Gậy chống hay còn gọi là gậy chống hỗ trợ (tiếng Anh: assistive cane, walking cane) là một dụng cụ dùng làm nạng hoặc hỗ trợ di chuyển. Gây chống có thể phân bổ và chia sẻ trọng lượng cơ thể từ cẳng chân bị yếu hoặc đau với cây gậy, cải thiện sự ổn định khi đi lại. Ở Hoa Kỳ, 10% người lớn tuổi trên 65 đều sử dụng gậy chống và 4,6% sử dụng xe tập đi (walker).